# Rupt-sur-Othain
Rupt-sur-Othain é uma comuna francesa na região administrativa de Grande Leste, no departamento de Meuse. Estende-se por uma área de 5,53 km². Em 2010 a comuna tinha 46 habitantes (densidade: 8,3 hab./km²).